# Benidorm Fest 2024
Benidorm Fest 2024 – 3. edycja festiwalu będącego hiszpańskimi eliminacjami do 68. Konkursu Piosenki Eurowizji w Malmö. Półfinały odbyły się 30 stycznia i 1 lutego, a finał – 3 lutego, w Benidormie.

## Format
Niedługo po finale 67. Konkursu Piosenki Eurowizji w maju 2023 ujawniono, że Generalitat Valenciana i RTVE rozpoczęli prace nad organizacją trzeciej edycji festiwalu, a walencki dyrektor turystyki Herick Campos podkreślił; wydarzenie zyskało już renomę jako punkt odniesienia dla wszystkich »Eurofanów« i dlatego jest bezpiecznym zakładem oraz magnesem przyciągającym inwestycje i turystów dla miasta Benidorm i całej prowincji. Oficjalna prezentacja edycji z udziałem pierwszej hiszpańskiej zwyciężczyni Konkursu Piosenki Eurowizji, Massiel, odbyła się 26 lipca 2023; dodatkowe informacje na temat formatu potwierdzono podczas konferencji prasowej w madryckiej Torrespaña w styczniu 2024. 9 stycznia Generalitat zatwierdził umowę z RTVE, zobowiązując się do przeznaczenia 1,5 mln euro w celu organizacji Benidorm Fest.
Konkurs składa się z dwóch półfinałów, a w każdym z półfinałów wystąpi ośmiu wykonawców, z których czwórka konkursantów z największą liczbą punktów przechodzi do finału, gdzie wyłoniony jest zwycięzca; remisy są rozstrzygane tylko wtedy, gdy dotyczą zwycięstwa w finale lub czwartego miejsca w półfinale. W każdym z koncertów za połowę wyniku końcowego odpowiada komisja jurorska, w której skład wchodzi czterech członków z Hiszpanii oraz czterech spoza kraju; za pozostałą połowę odpowiadają komisja demoskopowa (25%) złożona z 350 obywateli Hiszpanii wywodzących się z różnych grup społecznych reprezentujących równomiernie populację państwa oraz głosowanie telewidzów poprzez SMS bądź audiotele (25%). Punkty komisji demoskopowej oraz głosowania telewidzów są zgodne z proporcją głosów wyznaczoną przed rozpoczęciem konkursu.
| Członek jury               | Zawód |
| -------------------------- | --- |
| Ángela Carrasco            | piosenkarka, aktorka i nauczycielka śpiewu |
| Beatriz Luengo (sekretarz) | piosenkarka, kompozytorka, aktorka i tancerka |
| Carlos Baute               | piosenkarz, kompozytor |
| Dawid Cerunian             | szef delegacji Armenii w Konkursie Piosenki Eurowizji, producent wykonawczy Konkursu Piosenki Eurowizji Junior 2022                                                                                    |
| Guille Milkyway            | piosenkarz, kompozytor, producent muzyczny i DJ |
| Lee Smithurst              | szef delegacji Wielkiej Brytanii w Konkursie Piosenki Eurowizji, producent wykonawczy Konkursu Piosenki Eurowizji 2023                                                                                 |
| Marta Piekarska            | wytypowana szefowa delegacji Polski w Konkursie Piosenki Eurowizji, producent wykonawcza Konkursu Piosenki Eurowizji Junior 2020                                                                       |
| Nicoline Refsing           | duńska scenograf specjalizująca się w projektowaniu i kierowaniu kreatywnym programów telewizyjnych, tras koncertowych i występów artystycznych; dyrektor artystyczna Konkursu Piosenki Eurowizji 2014 |

W styczniu ogłoszono, że festiwal poprowadzą Ana Prada, Ruth Lorenzo oraz Marc Calderó. Transmisję każdego z koncertów poprzedził segment Benidorm Calling (pol. dzwoni Benidorm) prowadzony przez Inés Hernand i Jordiego Cruza, a po każdym z etapów festiwalu emitowany był program La noche del Benidorm (pol. noc w Benidormie), prowadzony przez wcześniej wspomnianą Hernand oraz Aitora Albizuę.

## Uczestnicy
Zasady i regulamin festiwalu opublikowano 11 maja 2023 roku, a termin nadsyłania zgłoszeń trwał pomiędzy 16 maja a 10 października. Oprócz tych zgłoszeń, nadawca i organizator RTVE zastrzegł sobie prawo do samowolnego zaproszenia piosenkarzy i autorów piosenek do udziału w konkursie. W ramach tej edycji zorganizowano we wrześniu 2023 roku obóz autorski, otwarty zarówno dla kompozytorów lokalnych, jak i międzynarodowych. Po zamknięciu okresu składania zgłoszeń RTVE ogłosiło, że otrzymano 825 zgłoszeń, w tym 23 utworzonych podczas obozu autorskiego; poinformowano również, iż ta edycja charakteryzowała się wysoką ilością stylów muzycznych w piosenkach zgłoszonych do udziału oraz wzrostem utworów w językach współurzędowych Hiszpanii. Nazwiska wybranych wykonawców zostały oficjalnie ogłoszone 11 listopada w ramach rozdania nagród Latin Grammy w Sewilli. Utwory konkursowe zaprezentowano w ramach konferencji prasowej w madryckim kompleksie Prado del Rey studios 14 grudnia, a następnie opublikowano je za pomocą strony internetowej RTVE Play.
Po zakończeniu konkursu ujawniono detalowane wyniki preselekcyjnego jury.
| Wykonawca      | Utwór                               | Język                             | Kompozytorzy | Miejsce | Punkty |
| -------------- | ----------------------------------- | --------------------------------- | --- | ------- | ------ |
| Lérica         | „Astronauta”                        | hiszpański                        | Antonio Mateo Chamorro, David Cuello, Eduardo Ruiz Sánchez, José Alfonso Cano Carrilero, Juan Carlos Arauzo Olivares | 1       | 186    |
| Jorge González | „Caliente”                          | hiszpański, angielski             | Adrián Ghiardo, David Parejo Martín, Jorge González González, Manuel Brea Calvo                                      | 2       | 161    |
| Miss Caffeina  | „Bla bla bla”                       | hiszpański                        | Alberto Jiménez Rodríguez, Antonio Poza Fernández, Sergio Sastre Sanz                                                | 3       | 141    |
| Dellacruz      | „Beso en la mañana”                 | hiszpański                        | Carlos Almazán Fuentes, Jorge de la Cruz Correa                                                                      | 4       | 136    |
| Nebulossa      | „Zorra”                             | hiszpański                        | María Bas, Mark Dasousa                                                                                              | 5       | 120    |
| María Peláe    | „Remitente”                         | hiszpański                        | Alba Reig Gilabert, María Peláez Sánchez                                                                             | 6       | 106    |
| Sofia Coll     | „Here to Stay”                      | hiszpański, angielski, kataloński | Juan Manuel Pinzas Sueiro, Mauro Canut Guillén, Ignacio Canut Guillén, Sofia Coll i Benito                           | 7       | 97     |
| Mantra         | „Me vas a ver”                      | hiszpański                        | Carlos Marco, Carlos Hugo Weinberg, Jonathan Burt, Natalia Neva, Paula Pérez Rubio                                   | 8       | 97     |
| Noan           | „Te echo de -”                      | hiszpański                        | Íñigo Samaniego, Juan Ewan, Pepe Bernabé                                                                             | 9       | 88     |
| Roger Padrós   | „El temps”                          | kataloński                        | Joel Condal Llorens, Roger Padrós de la Torre                                                                        | 10      | 88     |
| Angy Fernández | „Sé quién soy”                      | hiszpański                        | Ángela María Fernández González, Dino Medanhodzic, Henrik Lundberg, Thomas G:son                                     | 11      | 82     |
| Marlena        | „Amor de verano”                    | hiszpański, angielski             | Ana Legazpi González, Carolina Moyano García, Joan Valls Paniza, Rubén Pérez Pérez                                   | 12      | 79     |
| Almácor        | „Brillos platino”                   | hiszpański                        | Alejandro Capdevilla Pérez, Arturo Almarcha Corella                                                                  | 13      | 75     |
| St. Pedro      | „Dos extraños (cuarteto de cuerda)” | hiszpański                        | Ioné de la Cruz, Nelson Hernández, Pedro Hernández Herrera                                                           | 14      | 74     |
| Yoly Saa       | „No se me olvida”                   | hiszpański                        | Emilio Maestre Rico, Yolanda Saa Filgueira                                                                           | 15      | 67     |
| Quique Niza    | „Prisionero”                        | hiszpański                        | Kenji Domínguez Kato, José Ricardo Cortes Salcedo, Juan José Martín Martín, Óscar Cadena, Quique González            | 16      | 67     |

## Półfinały
Legenda:
     Uczestnicy, którzy awansowali do finału

### Pierwszy półfinał
Pierwszy półfinał odbył się 30 stycznia 2024. Podczas okienka na głosowanie telewidzów podczas pierwszego półfinału wpłynęło w sumie 12 275 głosów, a 7020 z nich oddano na zespół Mantra. 
| L.p | Wykonawca      | Utwór          | Jurorzy | Komisja demoskopowa | Telewidzowie | Suma | Miejsce |
| --- | -------------- | -------------- | ------- | ------------------- | ------------ | ---- | ------- |
| 1   | Lérica         | „Astronauta”   | 40      | 22                  | 20           | 82   | 7       |
| 2   | Noan           | „Te echo de -” | 46      | 28                  | 22           | 96   | 6       |
| 3   | Sofia Coll     | „Here to Stay” | 58      | 30                  | 28           | 116  | 3       |
| 4   | Mantra         | „Me vas a ver” | 33      | 25                  | 40           | 98   | 5       |
| 5   | Miss Caffeina  | „Bla bla bla”  | 64      | 16                  | 25           | 105  | 4       |
| 6   | Quique Niza    | „Prisionero”   | 45      | 20                  | 16           | 81   | 8       |
| 7   | Angy Fernández | „Sé quién soy” | 62      | 40                  | 35           | 137  | 2       |
| 8   | Nebulossa      | „Zorra”        | 84      | 35                  | 30           | 149  | 1       |

### Drugi półfinał
Drugi półfinał odbył się 1 lutego 2024. Podczas okienka na głosowanie telewidzów podczas drugiego półfinału wpłynęło 6375 głosów, w tym 4436 poprzez SMS i 1939 poprzez audiotele. 
| L.p | Wykonawca      | Utwór                               | Jurorzy | Komisja demoskopowa | Telewidzowie | Suma | Miejsce |
| --- | -------------- | ----------------------------------- | ------- | ------------------- | ------------ | ---- | ------- |
| 1   | María Peláe    | „Remitente”                         | 71      | 30                  | 30           | 131  | 2       |
| 2   | Dellacruz      | „Beso en la mañana”                 | 22      | 16                  | 16           | 54   | 8       |
| 3   | Marlena        | „Amor de verano”                    | 48      | 28                  | 20           | 96   | 6       |
| 4   | St. Pedro      | „Dos extraños (cuarteto de cuerda)” | 94      | 35                  | 35           | 164  | 1       |
| 5   | Jorge González | „Caliente”                          | 42      | 40                  | 40           | 122  | 3       |
| 6   | Yoly Saa       | „No se me olvida”                   | 35      | 22                  | 22           | 79   | 7       |
| 7   | Roger Padrós   | „El temps”                          | 55      | 20                  | 28           | 103  | 5       |
| 8   | Almácor        | „Brillos platino”                   | 65      | 25                  | 25           | 115  | 4       |

## Finał
Finał odbył się 3 lutego 2024. Kolejność startowa została wylosowana 2 lutego. Detalowane wyniki głosowania komisji demoskopowej i telewidzów zostały zaprezentowane podczas konferencji prasowej 4 lutego; podczas okienka na głosowanie telewidzów podczas finału wpłynęło 25 910 głosów.
Legenda:
     Zdobywca pierwszego miejsca
     Zdobywca drugiego miejsca
     Zdobywca trzeciego miejsca
| L.p | Wykonawca      | Utwór                               | Jurorzy | Komisja demoskopowa | Komisja demoskopowa | Komisja demoskopowa | Telewidzowie | Telewidzowie | Telewidzowie | Suma | Miejsce |
| L.p | Wykonawca      | Utwór                               | Jurorzy | Głosy               | Procent             | Punkty              | Głosy        | Procent      | Punkty       | Suma | Miejsce |
| --- | -------------- | ----------------------------------- | ------- | ------------------- | ------------------- | ------------------- | ------------ | ------------ | ------------ | ---- | ------- |
| 1   | María Peláe    | „Remitente”                         | 41      | 2272                | 12,02%              | 25                  | 1627         | 6,28%        | 20           | 86   | 6       |
| 2   | St. Pedro      | „Dos extraños (cuarteto de cuerda)” | 86      | 2291                | 12,12%              | 28                  | 3769         | 14,43%       | 25           | 139  | 2       |
| 3   | Angy Fernández | „Sé quién soy”                      | 63      | 2833                | 14,99%              | 35                  | 3888         | 15,00%       | 30           | 128  | 3       |
| 4   | Jorge González | „Caliente”                          | 49      | 2855                | 15,11%              | 40                  | 4482         | 17,30%       | 35           | 124  | 4       |
| 5   | Nebulossa      | „Zorra”                             | 86      | 2463                | 13,03%              | 30                  | 4484         | 17,31%       | 40           | 156  | 1       |
| 6   | Sofia Coll     | „Here to Stay”                      | 29      | 2134                | 11,29%              | 22                  | 2815         | 10,86%       | 22           | 73   | 7       |
| 7   | Miss Caffeina  | „Bla bla bla”                       | 27      | 1994                | 10,55%              | 16                  | 1096         | 4,23%        | 16           | 59   | 8       |
| 8   | Almácor        | „Brillos platino”                   | 51      | 2058                | 10,89%              | 20                  | 3779         | 14,59%       | 28           | 99   | 5       |

## Oglądalność
| Etap       | Data             | Widzowie  | Udział (%) | Źr.    |
| ---------- | ---------------- | --------- | ---------- | ------ |
| Półfinał 1 | 30 stycznia 2024 | 1 005 000 | 10,8       | [ 54 ] |
| Półfinał 2 | 1 lutego 2024    | 1 039 000 | 10,5       | [ 55 ] |
| Finał      | 3 lutego 2024    | 1 977 000 | 16,6       | [ 56 ] |